# Легенда про Вітчизну (поема)
Легенда про Вітчизну (ісп. La leyenda patria) — літературна поема уругвайського поета Хуана Соріля де Сан-Мартіна, написана у 1879 році.
Поема створена у жанрі шансон де жест і оспівує героїчний вчинок Тридцяти трьох Орієнтальців, чиї дії призвели в підсумку до утворення незалежної держави Уругвай.
Ця ода у стилі еквадорського Ольмедо з 413 рядків, була написана протягом тижня і прочитана з нагоди відкриття пам'ятника національної незалежності у Вілла-де-ла- Флорида 18 травня 1879 р. Це вважалося подвигом і набуло негайної популярності, що принесло де Сан-Мартіну титул “поета Вітчизни".